# Liste de films tournés dans le département du Haut-Rhin
Un certain nombre d'œuvres cinématographiques et télévisuelles ont été tournés dans le département du Haut-Rhin.
Voici une liste à compléter de films, téléfilms, feuilletons télévisés, films documentaires... tournés dans le département du Haut-Rhin, classés par commune et lieu de tournage et date de diffusion.
- Haut – A
- B
- C
- D
- E
- F
- G
- H
- I
- J
- K
- L
- M
- N
- O
- P
- Q
- R
- S
- T
- U
- V
- W
- X
- Y
- Z

## A
- Haut – A
- B
- C
- D
- E
- F
- G
- H
- I
- J
- K
- L
- M
- N
- O
- P
- Q
- R
- S
- T
- U
- V
- W
- X
- Y
- Z

## B
- Haut – A
- B
- C
- D
- E
- F
- G
- H
- I
- J
- K
- L
- M
- N
- O
- P
- Q
- R
- S
- T
- U
- V
- W
- X
- Y
- Z

- Bergheim
  - 1990 : Le Mari de l'ambassadeur de François Velle

- Biesheim
  - 1937 : La Grande Illusion de Jean Renoir[1]

- Lac Blanc
  - 1987 : Agent trouble de Jean-Pierre Mocky

## C
- Haut – A
- B
- C
- D
- E
- F
- G
- H
- I
- J
- K
- L
- M
- N
- O
- P
- Q
- R
- S
- T
- U
- V
- W
- X
- Y
- Z

- Cernay
  - 1962 : Jules et Jim de François Truffaut

- Colmar
  - 1937 : La Grande Illusion de Jean Renoir[1]
  - 1991 : La Neige et le Feu de Claude Pinoteau[2]
  - 1971 : La Décade prodigieuse de Claude Chabrol
  - 1991 : La Neige et le Feu de Claude Pinoteau
  - 2004 : La confiance règne de Etienne Chatiliez[3]
  - 2010 : Je voudrais aimer personne de Marie Dumora
  - 2015 : Asphalte de Samuel Benchetrit

## D
- Haut – A
- B
- C
- D
- E
- F
- G
- H
- I
- J
- K
- L
- M
- N
- O
- P
- Q
- R
- S
- T
- U
- V
- W
- X
- Y
- Z

## E
- Haut – A
- B
- C
- D
- E
- F
- G
- H
- I
- J
- K
- L
- M
- N
- O
- P
- Q
- R
- S
- T
- U
- V
- W
- X
- Y
- Z

## F
- Haut – A
- B
- C
- D
- E
- F
- G
- H
- I
- J
- K
- L
- M
- N
- O
- P
- Q
- R
- S
- T
- U
- V
- W
- X
- Y
- Z

- Fréland
  - 1937 : La Grande Illusion de Jean Renoir[1]

## G
- Haut – A
- B
- C
- D
- E
- F
- G
- H
- I
- J
- K
- L
- M
- N
- O
- P
- Q
- R
- S
- T
- U
- V
- W
- X
- Y
- Z

- Gueberschwihr
  - 1996 : Les Alsaciens ou les Deux Mathilde de Michel Favart

- Guebwiller
  - 1962 : Jules et Jim de François Truffaut

## H
- Haut – A
- B
- C
- D
- E
- F
- G
- H
- I
- J
- K
- L
- M
- N
- O
- P
- Q
- R
- S
- T
- U
- V
- W
- X
- Y
- Z

- Hartmannswillerkopf
  - 2006 : Indigènes de Rachid Bouchareb[4]

## I
- Haut – A
- B
- C
- D
- E
- F
- G
- H
- I
- J
- K
- L
- M
- N
- O
- P
- Q
- R
- S
- T
- U
- V
- W
- X
- Y
- Z

## J
- Haut – A
- B
- C
- D
- E
- F
- G
- H
- I
- J
- K
- L
- M
- N
- O
- P
- Q
- R
- S
- T
- U
- V
- W
- X
- Y
- Z

## K
- Haut – A
- B
- C
- D
- E
- F
- G
- H
- I
- J
- K
- L
- M
- N
- O
- P
- Q
- R
- S
- T
- U
- V
- W
- X
- Y
- Z

- Kientzheim
  - 2012 : Malgré-elles de Denis Malleval[5]

## L
- Haut – A
- B
- C
- D
- E
- F
- G
- H
- I
- J
- K
- L
- M
- N
- O
- P
- Q
- R
- S
- T
- U
- V
- W
- X
- Y
- Z

- Lautenbach
  - 1962 : Jules et Jim de François Truffaut

## M
- Haut – A
- B
- C
- D
- E
- F
- G
- H
- I
- J
- K
- L
- M
- N
- O
- P
- Q
- R
- S
- T
- U
- V
- W
- X
- Y
- Z

- Mulhouse
  - 1996 : Zone franche de Paul Vecchiali
  - 2004 : Grande École de Robert Salis
  - 2004 : La confiance règne de Etienne Chatiliez[3]
  - 2010 : Je voudrais aimer personne de Marie Dumora
  - 2018 : Capitaine Marleau `Saison 2, Épisode 6 : Les Roseaux noirs série télévisée de Josée Dayan

## N
- Haut – A
- B
- C
- D
- E
- F
- G
- H
- I
- J
- K
- L
- M
- N
- O
- P
- Q
- R
- S
- T
- U
- V
- W
- X
- Y
- Z

- Neuf-Brisach
  - 1937 : La Grande Illusion de Jean Renoir[1]

- Lac Noir
  - 1987 : Agent trouble de Jean-Pierre Mocky
  - 1995 : Une femme française de Régis Wargnier

## O
- Haut – A
- B
- C
- D
- E
- F
- G
- H
- I
- J
- K
- L
- M
- N
- O
- P
- Q
- R
- S
- T
- U
- V
- W
- X
- Y
- Z

## P
- Haut – A
- B
- C
- D
- E
- F
- G
- H
- I
- J
- K
- L
- M
- N
- O
- P
- Q
- R
- S
- T
- U
- V
- W
- X
- Y
- Z

## Q
- Haut – A
- B
- C
- D
- E
- F
- G
- H
- I
- J
- K
- L
- M
- N
- O
- P
- Q
- R
- S
- T
- U
- V
- W
- X
- Y
- Z

## R
- Haut – A
- B
- C
- D
- E
- F
- G
- H
- I
- J
- K
- L
- M
- N
- O
- P
- Q
- R
- S
- T
- U
- V
- W
- X
- Y
- Z

- Ribeauvillé
  - 2016 : Capitaine Marleau `Saison 1, Épisode 4 : Brouillard en thalasso série télévisée de Josée Dayan

- Riquewihr
  - 1969 : L'Auvergnat et l'Autobus de Guy Lefranc[6]

- Rouffach
  - 2004 : La confiance règne de Etienne Chatiliez[3]

## S
- Haut – A
- B
- C
- D
- E
- F
- G
- H
- I
- J
- K
- L
- M
- N
- O
- P
- Q
- R
- S
- T
- U
- V
- W
- X
- Y
- Z

- Sainte-Marie-aux-Mines
  - 2010 : Colère de Jean-Pierre Mocky

- Sigolsheim
  - 2006 : Indigènes de Rachid Bouchareb[4]

## T
- Haut – A
- B
- C
- D
- E
- F
- G
- H
- I
- J
- K
- L
- M
- N
- O
- P
- Q
- R
- S
- T
- U
- V
- W
- X
- Y
- Z

- Turckheim
  - 2012 : Malgré-elles de Denis Malleval[5]

## U
- Haut – A
- B
- C
- D
- E
- F
- G
- H
- I
- J
- K
- L
- M
- N
- O
- P
- Q
- R
- S
- T
- U
- V
- W
- X
- Y
- Z

## V
- Haut – A
- B
- C
- D
- E
- F
- G
- H
- I
- J
- K
- L
- M
- N
- O
- P
- Q
- R
- S
- T
- U
- V
- W
- X
- Y
- Z

## W
- Haut – A
- B
- C
- D
- E
- F
- G
- H
- I
- J
- K
- L
- M
- N
- O
- P
- Q
- R
- S
- T
- U
- V
- W
- X
- Y
- Z

- Wattwiller
  - 1962 : Jules et Jim de François Truffaut (Hartmannswillerkopf)

- Wittenheim
  - 2004 : La confiance règne d'Étienne Chatiliez

## X
- Haut – A
- B
- C
- D
- E
- F
- G
- H
- I
- J
- K
- L
- M
- N
- O
- P
- Q
- R
- S
- T
- U
- V
- W
- X
- Y
- Z

## Y
- Haut – A
- B
- C
- D
- E
- F
- G
- H
- I
- J
- K
- L
- M
- N
- O
- P
- Q
- R
- S
- T
- U
- V
- W
- X
- Y
- Z

## Z
- Haut – A
- B
- C
- D
- E
- F
- G
- H
- I
- J
- K
- L
- M
- N
- O
- P
- Q
- R
- S
- T
- U
- V
- W
- X
- Y
- Z